# Sant Joan d’Alacant
Sant Joan d’Alacant (kat. wym. [ˈsaɲ dʒuˈan da.laˈkant]; hiszp. San Juan de Alicante) – miasto we wschodniej części Hiszpanii nad Morzem Śródziemnym w południowej części wspólnoty autonomicznej Walencja w prowincji Alicante/Alacant (comarca Alacantí).
W mieście znajduje się Kampus Nauk o Zdrowiu Uniwersytetu Miguel Hernández w Elche. Jest to jedna z bardziej znanych miejscowości wypoczynkowych regionu Walencja.